# Le Rhinocéros (Veilhan)
Pour les articles homonymes, voir Le Rhinocéros.
Le Rhinocéros est une sculpture de Xavier Veilhan réalisée en 2000 et conservée à Paris au musée national d'Art moderne.
La sculpture est de couleur rouge.

## Description
C'est un objet en forme de rhinocéros, en résine de polyester rouge. Outre cette couleur rouge, cette résine est lisse, vernis et rutilante,,

## Histoire
La sculpture a été conçue en 1999 ou 2000 à l'origine pour occuper la devanture de la boutique Yves Saint Laurent de SoHo à New York, pour attirer les regards des passants. Hedi Slimane, à l'époque directeur artistique pour cette marque, souhaitait un élément percutant. Elle a été présentée dans cette devanture de février à mai 2000,.